# Isla Traiguén
Isla Traiguén är en ö i Chile.   Den ligger i regionen Región de Aisén, i den södra delen av landet, 1 400 km söder om huvudstaden Santiago de Chile. Arean är 520 kvadratkilometer.
Terrängen på Isla Traiguén är kuperad. Öns högsta punkt är 1 014 meter över havet. Den sträcker sig 38,0 kilometer i nord-sydlig riktning, och 19,7 kilometer i öst-västlig riktning.
I omgivningarna runt Isla Traiguén växer i huvudsak blandskog. Trakten runt Isla Traiguén är nära nog obefolkad, med mindre än två invånare per kvadratkilometer.